# Doi Hideto
Hideto Doi (sinh ngày 29 tháng 12 năm 1992) là một cầu thủ bóng đá người Nhật Bản.

## Sự nghiệp câu lạc bộ
Hideto Doi đã từng chơi cho Yokogawa Musashino và Grulla Morioka.